# Bukowiec
Bukowiec (ukrán nyelven: Буковець, Bukovets’) Lengyelország délkeleti részén, a Kárpátaljai vajdaságban, a Leskói járásban található település. A község Solinától közel 10 kilométernyire fekszik északkeleti irányban, míg a járási központnak számító Lesko 20 kilométernyire északra található, valamint a vajdaság központja, Rzeszów 86 kilométernyire északkeletre van a településtől.

## Fordítás
Ez a szócikk részben vagy egészben  a   Bukowiec című angol Wikipédia-szócikk ezen változatának fordításán alapul.  Az eredeti cikk szerkesztőit annak laptörténete sorolja fel. Ez a jelzés csupán a megfogalmazás eredetét és a szerzői jogokat jelzi, nem szolgál a cikkben szereplő információk forrásmegjelöléseként.